# Kucher Model K1
A Kucher K1, também conhecida como Danuvia M53 K1, foi uma submetralhadora húngara alimentada por carregador projetada por József Kucher em 1951 para uso por unidades paramilitares, paraquedistas e policiais, baseada no protótipo da submetralhadora Danuvia 44.M. Foi produzida pela empresa titular Danuvia. A submetralhadora era conhecida no serviço húngaro como Gepisztoly 53 Minta ou como "submetralhadora Spigon".

## Operadores
- República Popular da Hungria[2]

### Operadores não estatais
- Organização para a Libertação da Palestina[2]